# Rally van Corsica 2005
De Rally van Corsica 2005, formeel 49ème Tour de Corse - Rallye de France, was de 49e editie van de Rally van Corsica en de zestiende ronde van het wereldkampioenschap rally in 2005. Het was de 405e rally in het wereldkampioenschap rally die georganiseerd wordt door de Fédération Internationale de l'Automobile (FIA). De start en finish was in Ajaccio.

## Programma
| Etappe | Datum               | Klassementsproeven | Competitieve afstand |
| ------ | ------------------- | ------------------ | -------------------- |
| 1      | Vrijdag 21 oktober  | 4                  | 121,34 kilometer     |
| 2      | Zaterdag 22 oktober | 4                  | 124,88 kilometer     |
| 3      | Zondag 23 oktober   | 4                  | 95,46 kilometer      |
|        |                     |                    |                      |
| Totaal | Totaal              | 12                 | 341,68 kilometer     |

## Resultaten
| Algemene top tien | Algemene top tien | Algemene top tien        | Algemene top tien         | Algemene top tien | Algemene top tien | Algemene top tien | Algemene top tien |
| Pos.              | #                 | Rijder                   | Auto                      | Gr/kl             | Tijd              | Eerste            | Punten            |
| Pos.              | #                 | Navigator                | Inschrijving              | C                 | Straftijd         | Vorige            | Punten            |
| ----------------- | ----------------- | ------------------------ | ------------------------- | ----------------- | ----------------- | ----------------- | ----------------- |
| 1.                | 1                 | Sébastien Loeb           | Citroën Xsara WRC         | A8                | 3:35:46,7         | 0:00              | 10                |
| 1.                | 1                 | Daniel Elena             | Citroën Total             | C                 |                   | =                 | 10                |
| 2.                | 3                 | Toni Gardemeister        | Ford Focus RS WRC 04      | A8                | 3:37:38,4         | + 1:51,7          | 8                 |
| 2.                | 3                 | Jakke Honkanen           | BP Ford World Rally Team  | C                 |                   | + 1:51,7          | 8                 |
| 3.                | 5                 | Petter Solberg           | Subaru Impreza S11 WRC 05 | A8                | 3:38:28,7         | + 2:42,0          | 6                 |
| 3.                | 5                 | Phil Mills               | Subaru World Rally Team   | C                 |                   | + 50,3            | 6                 |
| 4.                | 6                 | Stéphane Sarrazin        | Subaru Impreza S11 WRC 05 | A8                | 3:39:20,9         | + 3:34,2          | 5                 |
| 4.                | 6                 | Denis Giraudet           | Subaru World Rally Team   | C                 |                   | + 52,2            | 5                 |
| 5.                | 4                 | Roman Kresta             | Ford Focus RS WRC 04      | A8                | 3:41:08,2         | + 5:21,5          | 4                 |
| 5.                | 4                 | Jan Tománek              | BP Ford World Rally Team  | C                 |                   | + 1:47,3          | 4                 |
| 6.                | 12                | Alexandre Bengué         | Škoda Fabia WRC           | A8                | 3:41:14,5         | + 5:27,8          | 3                 |
| 6.                | 12                | Caroline Escudero-Bengué | Škoda Motorsport          | C                 |                   | + 6,3             | 3                 |
| 7.                | 23                | Xavier Pons              | Citroën Xsara WRC         | A8                | 3:41:28,5         | + 5:41,8          | 2                 |
| 7.                | 23                | Carlos del Barrio        | OMV World Rally Team      | A8                |                   | + 14,0            | 2                 |
| 8.                | 8                 | Nicolas Bernardi         | Peugeot 307 WRC           | A8                | 3:42:18,8         | + 6:32,1          | 1                 |
| 8.                | 8                 | Jean-Marc Fortin         | Marlboro Peugeot Total    | C                 |                   | + 50,3            | 1                 |
| 9.                | 18                | Gigi Galli               | Mitsubishi Lancer WRC 05  | A8                | 3:42:24,5         | + 6:37,8          |                   |
| 9.                | 18                | Guido D'Amore            | Mitsubishi Motors         | A8                |                   | + 5,7             |                   |
| 10.               | 9                 | Harri Rovanperä          | Mitsubishi Lancer WRC 05  | A8                | 3:45:09,2         | + 9:22,5          |                   |
| 10.               | 9                 | Risto Pietiläinen        | Mitsubishi Motors         | C                 |                   | + 2:44,7          |                   |
| DNF top tien      |                   |                          |                           |                   |                   |                   |                   |
| Pos.              | #                 | Rijder                   | Auto                      | Gr/kl             | KP                | Reden             | Reden             |
| Pos.              | #                 | Navigator                | Inschrijving              | C                 | KP                | Reden             | Reden             |
| DNF               | 2                 | François Duval           | Citroën Xsara WRC         | A8                | 10                | Ongeluk           | Ongeluk           |
| DNF               | 2                 | Sven Smeets              | Citroën Total             | C                 | 10                | Ongeluk           | Ongeluk           |
| DNF               | 7                 | Marcus Grönholm          | Peugeot 307 WRC           | A8                | 5                 | Versnellingsbak   | Versnellingsbak   |
| DNF               | 7                 | Timo Rautiainen          | Marlboro Peugeot Total    | C                 | 5                 | Versnellingsbak   | Versnellingsbak   |
| DNF               | 10                | Gilles Panizzi           | Mitsubishi Lancer WRC 05  | A8                | 9                 | Mechanisch        | Mechanisch        |
| DNF               | 10                | Hervé Panizzi            | Mitsubishi Motors         | C                 | 9                 | Mechanisch        | Mechanisch        |
| DNF               | 11                | Armin Schwarz            | Škoda Fabia WRC           | A8                | 6                 | Mechanisch        | Mechanisch        |
| DNF               | 11                | Klaus Wicha              | Škoda Motorsport          | C                 | 6                 | Mechanisch        | Mechanisch        |
| DNF               | 16                | Daniel Solà              | Ford Focus RS WRC 04      | A8                | 6                 | Ongeluk           | Ongeluk           |
| DNF               | 16                | Xavier Amigò             | BP Ford World Rally Team  | A8                | 6                 | Ongeluk           | Ongeluk           |
| DNF               | 17                | Chris Atkinson           | Subaru Impreza S11 WRC 05 | A8                | 10                | Ongeluk           | Ongeluk           |
| DNF               | 17                | Glenn MacNeall           | Subaru World Rally Team   | A8                | 10                | Ongeluk           | Ongeluk           |
| DNF               | 37                | Alan Scorcioni           | Suzuki Ignis S1600        | A6                | 1                 | Versnellingsbak   | Versnellingsbak   |
| DNF               | 37                | Silvio Stefanelli        | Alan Scorcioni            | A6                | 1                 | Versnellingsbak   | Versnellingsbak   |
| DNF               | 38                | Luca Betti               | Renault Clio S1600        | A6                | 1                 | Ongeluk           | Ongeluk           |
| DNF               | 38                | Giovanni Agnese          | Luca Betti                | A6                | 1                 | Ongeluk           | Ongeluk           |
| DNF               | 42                | Pavel Valoušek jr.       | Suzuki Ignis S1600        | A6                | 10                | Mechanisch        | Mechanisch        |
| DNF               | 42                | Petr Starý               | Pavel Valoušek jr.        | A6                | 10                | Mechanisch        | Mechanisch        |
| DNF               | 64                | Stéphane Orlandi         | Peugeot 306 S16           | A7                | 7                 | Mechanisch        | Mechanisch        |
| DNF               | 64                | Benoît Gregoire          | Stéphane Orlandi          | A7                | 7                 | Mechanisch        | Mechanisch        |

| JWRC top drie | JWRC top drie    | JWRC top drie |
| Pos.          | Rijder           | Pnt.          |
| ------------- | ---------------- | ------------- |
| 1             | Mirco Baldacci   | 10            |
| 2             | Daniel Sordo     | 8             |
| 3             | Kosti Katajamäki | 6             |

## Statistieken

#### Klassementsproeven
| Etappe | Datum      | KP | Starttijd | Naam                           | Lengte   | Snelste rijder | Tijd    | Gem. snelheid | Rallyleider    |
| ------ | ---------- | -- | --------- | ------------------------------ | -------- | -------------- | ------- | ------------- | -------------- |
| 1      | 21 oktober | 1  | 9:18      | Ampaza - Col St. Eustache 1    | 32,89 km | Sébastien Loeb | 21:02,4 | 93,79 km/u    | Sébastien Loeb |
| 1      | 21 oktober | 2  | 10:11     | Aullène - Arbellara 1          | 27,78 km | Sébastien Loeb | 16:06,9 | 103,43 km/u   | Sébastien Loeb |
| 1      | 21 oktober | 3  | 14:24     | Ampaza - Col St. Eustache 2    | 32,89 km | Sébastien Loeb | 21:06,4 | 93,50 km/u    | Sébastien Loeb |
| 1      | 21 oktober | 4  | 15:17     | Aullène - Arbellara 2          | 27,78 km | Sébastien Loeb | 16:04,6 | 103,68 km/u   | Sébastien Loeb |
|        |            |    |           |                                |          |                |         |               | Sébastien Loeb |
| 2      | 22 oktober | 5  | 9:53      | Vico - Col de Sarzoggiu 1      | 36,24 km | Sébastien Loeb | 25:04,1 | 86,74 km/u    | Sébastien Loeb |
| 2      | 22 oktober | 6  | 11:16     | Ucciani - Bastelica 1          | 26,20 km | Sébastien Loeb | 17:00,3 | 92,44 km/u    | Sébastien Loeb |
| 2      | 22 oktober | 7  | 14:44     | Vico - Col de Sarzoggiu 2      | 36,24 km | Sébastien Loeb | 24:50,9 | 87,51 km/u    | Sébastien Loeb |
| 2      | 22 oktober | 8  | 16:07     | Ucciani - Bastelica 2          | 26,20 km | Sébastien Loeb | 16:55,1 | 92,92 km/u    | Sébastien Loeb |
|        |            |    |           |                                |          |                |         |               | Sébastien Loeb |
| 3      | 23 oktober | 9  | 7:58      | Acqua Doria - Serra di Ferro 1 | 15,92 km | Sébastien Loeb | 9:43,5  | 98,22 km/u    | Sébastien Loeb |
| 3      | 23 oktober | 10 | 8:41      | Pont de Calzola - Agosta 1     | 31,81 km | Sébastien Loeb | 19:05,7 | 99,95 km/u    | Sébastien Loeb |
| 3      | 23 oktober | 11 | 11:29     | Acqua Doria - Serra di Ferro 2 | 15,92 km | Sébastien Loeb | 9:42,0  | 98,47 km/u    | Sébastien Loeb |
| 3      | 23 oktober | 12 | 12:12     | Pont de Calzola - Agosta 2     | 31,81 km | Sébastien Loeb | 19:04,8 | 100,03 km/u   | Sébastien Loeb |

| KP overwinningen | KP overwinningen |
| Rijder           | Aantal           |
| ---------------- | ---------------- |
| Sébastien Loeb   | 12               |

## Kampioenschap standen

#### Rijders
|   | Pos. | Rijder            | Pnt. |
| - | ---- | ----------------- | ---- |
| = | 1    | Sébastien Loeb    | 117  |
| 1 | 2    | Petter Solberg    | 71   |
| 1 | 3    | Marcus Grönholm   | 71   |
| 1 | 4    | Toni Gardemeister | 58   |
| 1 | 5    | Markko Märtin     | 53   |

#### Constructeurs
|   | Pos. | Constructeur             | Pnt. |
| - | ---- | ------------------------ | ---- |
| = | 1    | Citroën Total            | 160  |
| = | 2    | Malboro Peugeot Total    | 130  |
| = | 3    | BP Ford World Rally Team | 93   |
| = | 4    | Subaru World Rally Team  | 89   |
| = | 5    | Mitsubishi Motors        | 59   |

- Vetgedrukte tekst betekent wereldkampioen.
- Noot: Enkel de top 5-posities worden in beide standen weergegeven.